# Rio Yentna
O rio Yentna (em dena’ina: Yentnu) é um curso de água localizado na região centro-sul do Alasca, nos Estados Unidos. Forma-se pela confluência dos braços leste e oeste, dentro do Distrito de Matanuska-Susitna. A partir desse ponto, segue em direção sudeste até desaguar no rio Susitna, a cerca de 48 quilômetros a noroeste da cidade de Anchorage, na planície do Enseada de Cook.

## Toponímia
O nome indígena do rio, de origem dena’ina, foi registrado por Spurr em 1900, em relatório do Serviço Geológico dos Estados Unidos (USGS). Em relatos históricos, também é referido ocasionalmente como “Rio Johnson”, em referência ao primeiro homem não nativo que teria subido o curso do rio.

## Bacia hidrográfica
O rio tem origem em sistemas glaciares localizados nas imediações do Monte Dall e da geleira Yentna. A partir daí, percorre cerca de 3 quilômetros ao norte da localidade de Susitna, onde deságua no rio Susitna. Considerando os tributários de montante, todo o sistema fluvial do Yentna possui aproximadamente 160 quilômetros de extensão.